# C22H24FNO
化学式C22H24FNO（摩尔质量：337.44 g/mol）可能指：
- JWH-314，CAS号：864382-14-9
- JWH-315，CAS号：864445-51-2
- JWH-316，CAS号：864445-53-4